# Guido Fanti
Guido Fanti (* 27. Mai 1925 in Bologna; † 11. Februar 2012 ebenda) war ein italienischer Politiker, der Kommunistischen Partei Italiens (PCI) sowie der Partito Democratico della Sinistra (PDS), der unter anderem Bürgermeister von Bologna, Mitglied der Abgeordnetenkammer (Camera dei deputati) und Mitglied des Europäischen Parlaments war.

## Leben

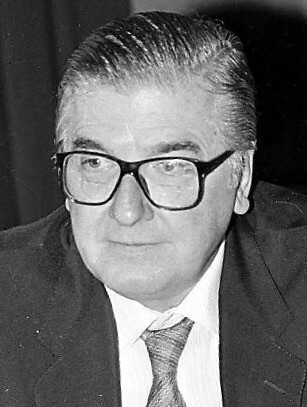
Guido Fanti

Fanti, Sohn eines Anstreichers und einer Hausfrau, begann nach dem Schulbesuch ein Studium der Biologie an der Universität Bologna, musste das Studium allerdings wegen des Zweiten Weltkrieges unterbrechen. Im November 1943 desertierte er aus der Armee und schloss sich als Partisan der antifaschistischen Widerstandsbewegung an.
Zum Ende des Zweiten Weltkrieges trat er am 21. April 1945 als Mitglied der PCI bei und arbeitete in den folgenden als Parteifunktionär. Nachdem er 1957 zum Mitglied des Stadtrates von Bologna gewählt worden war, erfolgte 1960 seine Berufung zum Sekretär der PCI in der Provinz Bologna sowie der Region Emilia-Romagna und dann 1965 zum Mitglied des Parteivorstandes der PCI.
Am 2. April 1966 wurde er als Nachfolger von Giuseppe Dozza zum Bürgermeister von Bologna gewählt und bekleidete dieses Amt bis 1970. Im Anschluss wurde er 1970 zum ersten Präsidenten der Region Emilia-Romagna und führte in dieser Funktion bis zum Ende seiner Amtszeit 1976 zahlreiche Reformen auf den verschiedenen Gebieten durch. Während seiner Regionalpräsidentschaft kam es zur Renovierung des historischen Stadtkerns von Bologna, der Auseinandersetzung mit der Suburbanisierung sowie zur Weiterentwicklung des Flughafens Bologna.
Nach Beendigung seiner Amtszeit als Präsident der Region Emilia-Romagna wurde er am 5. Juli 1976 zum Mitglied der Abgeordnetenkammer gewählt und gehörte diesem als Vertreter der Emilia-Romagna bis zum 1. Juli 1987 an.
Zugleich wurde er bei der Europawahl 1979 auch zum Mitglied des 1. Europäischen Parlamentes gewählt und gehörte diesem bis 1989 an, wobei er während der Legislaturperiode des 2. Europäischen Parlamentes zwischen 1984 und 1989 Vizepräsident des Europäischen Parlamentes war.
Nach der Umbenennung der PCI in PDS und deren politischen Neuausrichtung zog sich Fanti aus dem politischen Leben zurück.